# 塞諾塔斯
塞諾塔斯 （希臘語：Ξενoιτας，？—前221年），阿該亞人，為塞琉古帝國國王安條克三世的將軍。
前221年，塞諾塔斯被權臣赫米亞斯派去平定米底總督莫倫的叛亂，這破例的任令讓塞諾塔斯開始得意忘形，並在朋友面前有高傲的舉動，行事也獨斷專行，在軍事上更有輕率指令。塞諾塔斯率領大軍渡過底格里斯河後，被誘入莫倫的詭計，莫倫在佯裝撤退後暗自返回，並突然對塞諾塔斯襲擊，在慌亂中塞諾塔斯的大軍遭到重擊，塞諾塔斯本人也在混亂中喪生。